# Tele Antillas
Tele Antillas Canal 2 est une chaîne de télévision qui diffuse son signal de Saint-Domingue, République dominicaine pour l'ensemble du pays à travers la chaîne 2.

## Historique
Créée en octobre 1979, Tele Antillas a rapidement été considérée comme l'une des chaînes de télévision les plus modernes fournissant du contenu médiatique en République dominicaine. Elle a été la première chaîne de télévision à utiliser la stéréophonie. En outre, elle a été parmi les premières chaînes à introduire une programmation basée en grande partie sur des productions internationales telles que les telenovelas, les séries télévisées, les films et les dessins animés. Malgré l'intégration d'une approche internationale, elle continue à produire plusieurs programmes locaux développés spécifiquement pour le public familial. Au cours des années 1990, la station a été rachetée par Grupo Corripio, qui possède également Telesistema 11, et a ensuite été relancée avec un nouveau format de programmation. Aujourd'hui, de nombreux événements internationaux tels que les Oscars, les Emmys et certains des événements les plus populaires en Amérique latine, comme le Festival international de la chanson de Viña del Mar, sont diffusés sur la chaîne.